# Кошаркашки савез Србије
Кошаркашки савез Србије (КСС; бивши Кошаркашки савез Југославије (КСЈ), а касније и Србије и Црне Горе (КССЦГ)) јесте организација која управља кошарком у Србији. КСС представља Србију у међународној мушкој и женској кошарци и део је Олимпијског комитета Србије.
Основан је 12. децембра 1948. године у Београду. У априлу 2003. је због промене имена државе преименован у Кошаркашки савез Србије и Црне Горе (КССЦГ), а касније када Државна заједница Србија и Црна Гора раздвојила на Србију и Црну Гору, промењено је и последњи пут је промењено име савеза.
Тренутни председник КСС је српски кошаркашки функционер, Небојша Човић. Савез традиционално бира српског кошаркаша године.
КСС је додељен Сретењски орден првог степена (2024) и Орден Његоша првог степена (2024).

## Председници савеза
Списак председника Кошаркашког савеза од оснивања:
1. Иво Поповић Ђани (1948–1949)
2. Милојко Друловић (1949–1950)
3. Данило Кнежевић (1950–1965)
4. Радомир Шапер (1965–1973)
5. Радослав Савић (1973–1977)
6. Владимир Пезо (1977–1980)
7. Божина Ћулафић (1980–1981)
8. Мехмед Добрчани (1981–1982)
9. Васил Тупурковски (1982–1983)
10. Петар Брезник (1983–1985)
11. Небојша Поповић (1985–1987)
12. Миодраг Бабић (1987–1989)
13. Угљеша Узелац (1989–1991)
14. Веселин Баровић (1991–1995)
15. Небојша Човић (1995–1996)
16. Драгослав Ражнатовић (1996–1999)
17. Желимир Церовић (1999–2003)
18. Миодраг Бабић (2003–2005)
19. Горан Кнежевић (2005–2006)
20. Драган Капичић (2007–2011)
21. Драган Ђилас (2011–2016)
22. Предраг Даниловић (2016–2024)
23. Небојша Човић (2024–тренутно)

## Генерални секретари КСЈ
1. Димитрије Кршић
2. Слободан Ивовић
3. Никола Кораћ
4. Марко Павловић
5. Мирослав Јосифовић
6. Никола Теодоровић
7. Борислав Станковић (у два наврата)
8. Мита Рељин
9. Милорад Соколовић
10. Мирко Марјановић
11. Радомир Шапер
12. Софија Младеновић (у два наврата),
13. Василије Белобрковић
14. Ђорђе Чоловић
15. Звонко Шпељак
16. Радослав Петровић
17. Зоран Радовић
18. Предраг Богосављев
19. Предраг Бојић
20. Зоран Гавриловић
21. Андрија Клеут
22. Дејан Томашевић
23. Златко Болић (2019–тренутно)

## Логотипи
| 2006—2018. | 2018—данас |
| ---------- | ---------- |